# كريستيان تومسن
كريستيان تومسن (بالألمانية: Christian Thomsen (Physiker)) (و. 1959 – م) هو فيزيائي، وأستاذ جامعي من ألمانيا . ولد في برن.

## التعليم
تعلم في جامعة براون

## جوائز
حصل على جوائز منها:
- Walter Schottky Prize (1991).